# Méthode du cercle de Hardy-Littlewood
En mathématiques, la méthode du cercle de Hardy-Littlewood est l'une des techniques les plus utilisées en théorie analytique des nombres. Elle porte les noms de Godfrey Harold Hardy et John Edensor Littlewood, qui l'ont développée dans une série d'articles (de 1920 à 1928) sur le problème de Waring.

## Histoire
L'idée de départ est couramment située dans le travail de Hardy et Ramanujan, en 1916-1917, sur un développement asymptotique de la fonction de partition. Elle a été reprise par de nombreux autres chercheurs, dont Harold Davenport et Ivan Vinogradov, qui en ont légèrement modifié la formulation (passant de l'analyse complexe aux sommes d'exponentielles), sans en changer les grandes lignes. Des centaines d'articles ont suivi et la méthode, en 2012, produit toujours de nouveaux résultats. Elle est l'objet d'un ouvrage de Robert Charles Vaughan.

## Description
Le but est d'établir le comportement asymptotique d'une certaine suite (an), i.e. de vérifier que pour une certaine fonction F (conjecturée par un raisonnement heuristique) on a an ~ F(n). On le fait en prenant la série génératrice correspondante et en calculant des résidus en 0 (essentiellement : les coefficients de Fourier). Techniquement, la série entière {\displaystyle \textstyle f(z)=\sum _{n\geq 0}a_{n}z^{n}} est supposée normalisée de telle sorte que son rayon de convergence soit 1, donc elle a des singularités sur le cercle unité et l'on ne peut pas prendre l'intégrale de contour sur ce cercle.
La méthode du cercle indique comment calculer ces résidus, en subdivisant le cercle en des arcs « mineurs » (qui constituent l'essentiel du cercle, et sur lesquels on borne le comportement de la fonction) et des arcs « majeurs » (de petits arcs contenant les singularités les plus significatives). Le point clé est que dans beaucoup de cas intéressants (comme celui des fonctions thêta), les singularités apparaissent aux points racines de l'unité et sont rangées par ordre de prépondérance suivant la suite de Farey. Ceci permet d'examiner les singularités les plus significatives et, dans les bons cas, de calculer les intégrales.

### Résidus
D'après le théorème des résidus et avec les notations et hypothèses ci-dessus, on a, pour tout entier n ≥ 0 :
où l'intégrale, que nous noterons In, est prise sur le cercle de centre 0 et de rayon quelconque r tel que 0 < r < 1, ce cercle étant parcouru une fois, dans le sens trigonométrique.
On voudrait prendre directement r = 1, c'est-à-dire utiliser le cercle unité comme contour. Dans la formulation de l'analyse complexe, ceci est problématique, puisque f n'est pas définie partout sur ce cercle.

### Singularités sur le cercle unité
Le problème traité par la méthode du cercle est d'arriver quand même à prendre r = 1, par une bonne compréhension de la nature des singularités de f sur ce cercle. Le point fondamental est le rôle joué par la suite de Farey de nombres rationnels ou, de façon équivalente, par les racines de l'unité
Il se trouve que pour une fonction typique f, le dénominateur s de la fraction r / s  (supposée réduite) va déterminer l'importance relative de la singularité de f au voisinage de ζ.

### Méthode
Quand r → 1, les contributions des singularités ζ dans l'évaluation de l'intégrale In sont traitées de deux façons, appelées traditionnellement « arcs majeurs » et « arcs mineurs ». On sépare les ζ en deux classes, selon que s ≤ N ou s > N, où N est une fonction de n qu'il nous appartient de choisir convenablement. L'intégrale In est découpée en intégrales sur des arcs qui recouvrent le cercle, et dont chacun contient l'un de ces ζ et a pour longueur une fonction de s (à choisir aussi). La somme des intégrales sur les « arcs majeurs » doit donner 2πiF(n) (en réalité, seulement à un reste – contrôlable – près) et celle sur les « arcs mineurs » est majorée par une borne négligeable devant F(n).

## Discussion
Dans la description ci-dessus, il manque les détails qui « font marcher » cette méthode. Ils sont assez profonds. Une source évidente est la théorie des fonctions thêta.

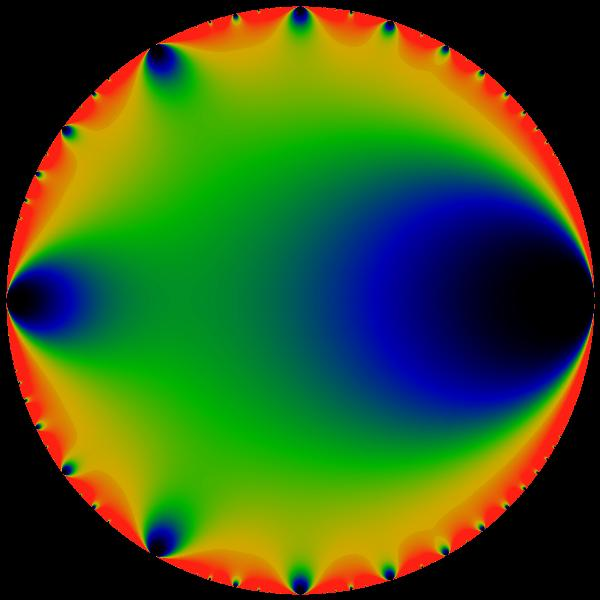
Module de la fonction d'Euler.

### Problème de Waring
Dans le contexte du problème de Waring, les puissances de fonctions thêta sont les fonctions génératrices pour les sommes de carrés. Leur comportement analytique est connu de façon bien plus précise que, par exemple, pour les cubes.
Pour une fonction thêta typique, le point « le plus important » du cercle unité est, comme sur le diagramme coloré ci-contre, en z = 1, suivi par z = –1, et ensuite les deux racines cubiques primitives de l'unité j et j2 ; puis viennent les racines quatrièmes i et –i, etc. Ceci ne garantit en rien que la méthode analytique va marcher, mais explique l'apparition de la suite de Farey.
Dans le cas du problème de Waring, on prend une puissance assez grande de la fonction génératrice pour forcer la situation dans laquelle prédominent les singularités organisées en ce qu'on appelle la « série singulière ». Moins il y a de dissipation dans l'estimation utilisée pour le reste, plus les résultats sont fins. Mais comme l'a écrit Bryan Birch, la méthode porte en elle des causes de dissipation — cela ne s'appliquait pas au cas de la fonction de partition, situation favorable dans laquelle l'erreur d'estimation est contrôlable.

### Sommes trigonométriques de Vinogradov
Vinogradov a par la suite étendu la technique en remplaçant la formulation de f(z) comme somme d'exponentielles par une série de Fourier finie, de telle sorte que l'intégrale In à laquelle on s'intéresse soit un coefficient de Fourier. Il a appliqué en 1926 au problème de Waring cette technique, qui a pris le nom de « méthode du cercle de Hardy, Littlewood et Ramanujan, dans la forme des sommes trigonométriques de Vinogradov ». Essentiellement, tout ce qu'elle fait est d'éliminer tous les termes de la fonction génératrice à partir d'un certain rang, ce qui permet de prendre directement la valeur 1 pour r dans l'opération de limite.

## Applications
Des raffinements de la méthode ont permis de démontrer des résultats sur les solutions d'équations diophantiennes homogènes, dès que le nombre k de variables est grand par rapport au degré d (voir par exemple : Théorème de Birch). C'est une contribution, apportant une information quantitative, au principe de Hasse. Si d est fixé et k est petit, d'autres méthodes sont nécessaires, d'ailleurs dans ces cas le principe de Hasse ne s'applique pas en général.

## Contour de Rademacher
Dans le cas particulier où la méthode du cercle est appliquée pour trouver les coefficients d'une forme modulaire de poids négatif, Hans Rademacher a découvert une modification du contour qui fait que la série qu'on obtient converge vers le résultat exact. Pour décrire son contour, le plus simple est de remplacer, par le changement de variable z = exp(2πiτ), le disque unité par la demi-bande 0 ≤ Re(τ) ≤ 1, Im(τ) ≥ 0, et l'intégrale de contour par une intégrale de τ = i à τ = 1 + i. Le contour de Rademacher est alors (plus ou moins) donné par les cercles de Ford de 0 à 1. Ce remplacement de chemin d'intégration est un procédé non trivial de passage à la limite, que l'on peut justifier pour les formes modulaires de poids strictement négatif et aussi, avec un peu plus de précautions, pour celles de poids nul.